# 洞下场乡
洞下场乡，是中华人民共和国湖南省怀化市芷江侗族自治县下辖的一个乡镇级行政单位。

## 行政区划
洞下场乡下辖以下地区：
瓮溶溪村、楠木冲村、洞下场村、碑冲村、古垅村、尧坪村、红旗村、天堂坪村、石桥村和岩板田村。